# المعهد الفنلندي للشؤون الدولية
المعهد الفنلندي للشؤون الدولية (بالفنلندية: Ulkopoliittinen instituutti، السويدية: Utrikespolitiska institutet) معهد أبحاث مستقل ينتج معلومات موضعية على مستوى عالٍ في العلاقات الدولية والاتحاد الأوروبي. يلعب المعهد دوراً نشطاً في المناقشات العامة وتدعم خبراتها عملية صنع القرار السياسي. يأتي تمويل معهد الأساسي من البرلمان الفنلندي. يقع المعهد بحي كتايانوكا في هلسنكي.
لدى المعهد ثلاثة برامج أبحاث: الاتحاد الأوروبي، جوار الاتحاد الأوروبي الشرقي وروسيا، والأمن العالمي. ينظم معهد السياسة الخارجية مؤتمرات وندوات واجتماعات مائدة مستديرة حول مواضيع رئيسية تتعلق ببرامج الأبحاث. توفر الندوات هذه محفلا للمناقشات على مستوى عال بين الأكاديميين وصناع القرار. تنشر نتائج البحوث والتحليلات الجارية حول الموضوعات الدولية في تقرير معهد السياسة الخارجية، وسلسلة نشرات. بالإضافة إلى ذلك، ينشر المعهد مجلة أولكوبوليتيكا الفصلية عن العلاقات الدولية.